# Faten Hamama
Faten Hamama (àrab: فاتن حمامة, Fātin Ḥamāma; Mansura, 27 de maig de 1931 - el Caire, 17 de gener de 2015) va ser una productora i coneguda actriu egípcia de cinema i televisió.
Va debutar a la pantalla el 1939, amb només set anys. Els seus primers papers eren menors, però la seva activitat i l'èxit progressiu van ajudar a establir-la com a actriu egípcia distingida, de manera que va esdevenir una icona a Egipte i al cinema d'Orient Mitjà. Hamama va col·laborar substancialment a millorar la indústria del cinema a Egipte i a emfasitzar la importància de les dones dins del cinema i la societat egípcia.
El 2000 va ser seleccionada com a «Estrella del segle» per l’organització Egyptian Writers and Critics. El 1996, nou de les pel·lícules que havia protagonitzat van ser incloses dins de les 100 millors pel·lícules de la història del cinema egipci pels crítics de cinema del Caire.

## Filmografia destacada
| Any            | Títol en àrab                                    | Títol en català               | Paper               |
| -------------- | ------------------------------------------------ | ----------------------------- | ------------------- |
| 1939           | يوم سعيد (Yawm saïd)                             | Dia feliç                     | Anissa              |
| 1944           | رصاصة في القلب (Russassa fi-l-qalb)              | Una bala en el cor            | Najwa               |
| 1946           | ملاك الرحمة (Malak ar-rahma)                     | Àngel de Pietat               | Thuraya             |
| 1947           | أبو زيد الهلالي (Abu-Zayd al-Hilalí)             | Abu-Zayd al-Hilalí            | la filla del califa |
| 1948           | المليونيرة الصغيرة (Al-milyunira as-saghira)     | La petita milionària          | pilot               |
| 1948           | خلود (Khulud)                                    | Immortalitat                  | Layla / Amal        |
| 1948           | اليتيمتين (Al-yatimayn)                          | Els dos orfes                 | Nàmat               |
| 1948           | نحو المجد (Nahwa-l-majd)                         | Cap a la glòria               | Suhayr              |
| 1949           | كرسي الاعتراف (Kursí al-itiraf)                  | La cadira de la confessió     | Phileberta          |
| 1949           | ست البيت (Sitt al-bayt)                          | La senyora de la casa         | Ilham               |
| 1949           | كلّ بيت له راجل (Kul bayt la-hu ràjul)            | Cada casa té un home          | Fàtin               |
| 1951           | ابن النيل (Ibn an-Nil)                           | Fill del Nil                  | Zubayda             |
| 1951           | لك يوم يا ظالم (Lak yawm ya dhàlim)              | El vostre dia vindrà          | Nàmat               |
| 1951           | أنا الماضي (Anà al-madi)                         | Sóc el passat                 | Ilham filla         |
| 1952           | المنزل رقم ١٣ (Al-mànzil ràqam 13)               | La casa número 13             | Nàdia               |
| 1952           | لحن الخلود (Lahn al-khulud)                      | La cançó de la immortalitat   | Wafà                |
| 1952           | الأستاذة فاطمة (Al-ustadha Fàtima)               | La professora Fàtima          | Fàtima              |
| 1953           | عائشة (Àïxa)                                     | Àïxa                          | Àïxa                |
| 1953           | موعد مع الحياة (Màwid maa al-hayat)              | Cita amb la vida              | Àmal                |
| 1954           | ارحم دموعي (Írham dumuí)                         | Compadeix les meves llàgrimes | Àmal                |
| 1954           | أثار في الرمال (Athar fi-r-rimal)                | Ruïnes a la sorra             | Ràguia              |
| 1954           | الملاك الظالم (Al-malak adh-dhàlim)              | L'àngel injust                | Nàdia               |
| 1954           | دائما معك (Dàïman màak)                          | Sempre amb tu                 | Tufida              |
| 1954           | موعد مع السعادة (Màwid maa as-saada)             | Cita amb la felicitat         | Ihsan / Àmal        |
| 1954           | صراع في الوادي (Sirà fi-l-wadi)                  | Lluita a la vall              | Àmal                |
| 1955           | أيامنا الحلوة (Ayamu-na al-hulwa)                | Els nostres dolços dies       | Huda                |
| 1955           | حب و دموع (Hubb wa-dumú)                         | Amor i llàgrimes              | Fàtima              |
| 1956           | موعد غرام (Màwid Gharam)                         | Cita d'amor                   | Nawal               |
| 1956           | صراع في الميناء (Sirà fi-l-minà)                 | Lluita en el port             | Hamida              |
| 1957           | Tareeq al-Amal, طريق الأمل (Tariq al-àmal)       | Carretera d'esperança         | Fàtin               |
| 1957           | أرض السلام (Ard as-salam)                        | La terra de la pau            | Salma               |
| 1957           | لا أنام (La anam)                                | No dormo                      | Nàdia Lutfi         |
| 1958           | الطريق المسدود (At-tariq al-masdud)              | El camí tancat                | Fayza               |
| 1958           | الزوجة العذراء (Az-zawga al-udhrà)               | La muller verge               | Muna                |
| 1958           | سيدة القصر (Sàyyidat al-qasr)                    | La senyora del castell        | Sawsan              |
| 1959           | بين الأطلال (Bayn al-atlal)                      | Entre les ruïnes              | Muna                |
| 1959           | دعاء الكروان (Duà al-karawan)                    | L'oració del rossinyol        | Amna                |
| 1960           | نهر الحب (Nahr al-hubb)                          | El riu de l'amor              | Nawal               |
| 1961           | لن أعترف (Lan atàrif)                            | No confessaré                 | Àmal                |
| 1961           | لا تطفئ الشمس (La tutfi aix-xams)                | El sol no s'apaga             | Layla               |
| 1962           | المعجزة (mújiza)                                 | El miracle                    | Layla               |
| 1963           | Caire                                            | Caire (EUA)                   | Amina               |
| 1963           | لا وقت للحُب (La waqt li-l-hubb)                  | No hi ha temps per a l'amor   | Fawziya             |
| 1963           | الباب المفتوح (Al-bab al-maftuh)                 | La porta oberta               | Layla               |
| 1963           | الليلة الأخيرة (Al-layla al-akhira)              | L'última nit                  | Nàdia / Fawziya     |
| 1965           | الحرام (Al-haram)                                | El pecat                      | Aziza               |
| 1965           | حكاية العمر كلّه (Hikàyat al-amr kulluh)          | Història de tot l'assumpte    | Nàdia               |
| 1965           | الاعتراف (Al-itiraf)                             | La confessió                  | Nawal               |
| 1966           | شيء في حياتي (Xay fi hayatí)                     | Alguna cosa a la meva vida    | Àïda                |
| 1970           | الحب الكبير (Al-hubb al-kabir)                   | El gran amor                  | Hanan               |
| 1971           | الخيط الرفيع (Al-khayt ar-rafí)                  | El fil prim                   | Muna                |
| 1972           | امبراطورية ميم (Imbraturiyyat Mim)               | L'imperi M'                   | Muna                |
| 1974           | حبيبتي (Habibatí)                                | La meva estimada              | Sàmia               |
| 1974           | أريدُ حلاً (Uridu hal·lan)                         | Vull una solució              | Fawziya             |
| 1977           | أفواه و أرانب (Afwah wa-arànib)                  | Boques i conills              | Nàmat               |
| 1979           | ولا عزاء للسيدات (Wa-la azà li-s-sayyidat)       | Cap condol per a les senyores | Ràwiya              |
| 1985           | ليلة القبض على فاطمة (Laylat al-qabd ala Fàtima) | La nit de l'arrest de Fàtima  | Fàtima              |
| 1988           | يوم مر.. يوم حلو (Yawm murr... yawm hilw)        | Dia dolç... dia amarg         | Àïxa                |
| 1993           | أرض الأحلام (Ard al-ahlam)                       | La terra dels somnis          | Narguís             |
| Any desconegut | لن أبكي أبدا (Lan abkí abadan)                   | Jo mai crido                  | Huda                |

### Televisió
| Any  | Títol àrab                             | Títol                                               | Paper               |
| ---- | -------------------------------------- | --------------------------------------------------- | ------------------- |
| 1991 | ضمير أبلة حكمت (Damir àblat Híkmat)    | La consciència de la senyoreta Híkmat (mini-sèries) | Híkmat              |
| 2000 | وجه القمر (Wajh al-qàmar)              | La cara de la lluna (mini-sèries)                   | Ibtissam al-Bustaní |
| 2007 | وزيرة على المعاش (Wazira ala al-maaix) | Una ministra retirada (TBA)                         |                     |